# Tárogató

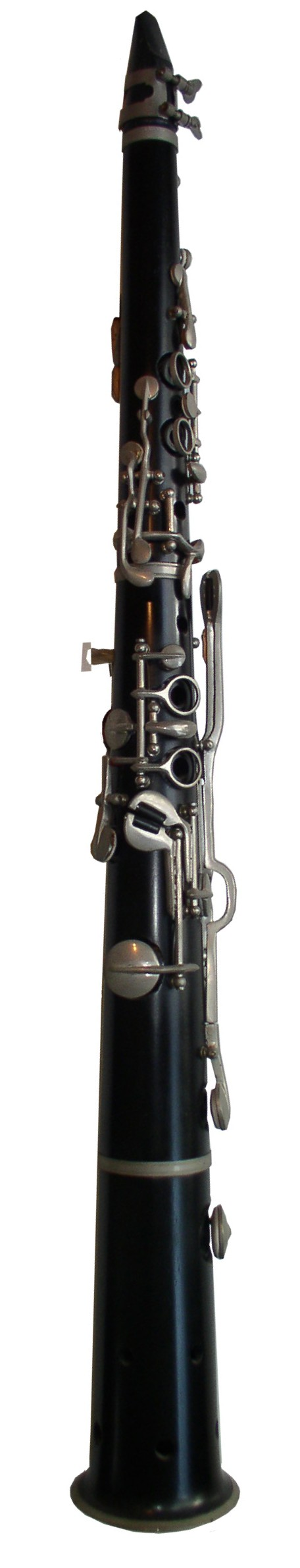
Tárogató

Tárogató, auch taragot, ist instrumentenkundlich ein Holzblasinstrument mit einfachem Rohrblatt und ähnelt äußerlich der Klarinette. Mit seinem konisch gebohrten Schallrohr entspricht es einem hölzernen Saxophon und überbläst wie dieses in die Oktave. Im Klang ist das tárogató weicher als das Saxophon und offener als die Klarinette. Das Instrument wurde in Ungarn gegen Ende des 19. Jahrhunderts entwickelt. Es gilt auch als Nationalinstrument Ungarns.

## Geschichte

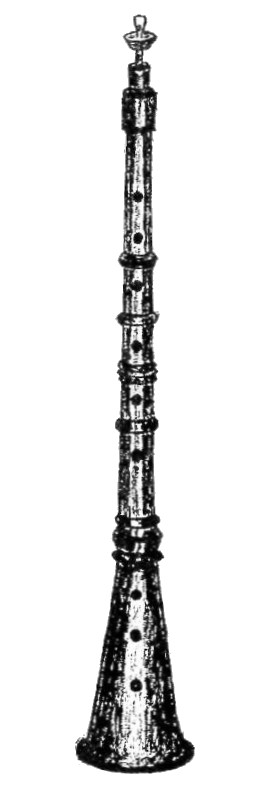
Kuruc tárogató oder töröksíp, historisches Doppelrohrblattinstrument

Der Name tárogató für Holzblasinstrumente ist in ungarischen Schriften seit dem 16. Jahrhundert belegt. In der ungarischen Musik wurde darunter ein Doppelrohrblattinstrument mit konischer Bohrung verstanden. Aus der Herkunft von der türkischen zurna erklärt sich auch die Bezeichnung töröksíp, „türkische Pfeife“.
Dieses ursprüngliche tárogató wurde auch als Signalinstrument verwendet. Da es während des Aufstandes von Franz II. Rákóczi (1703–1711) symbolische Bedeutung für das ungarische Nationalbewusstsein erlangte, wurde es im 18. Jahrhundert von der Habsburgermonarchie unterdrückt.
Das heute als tárogató bezeichnete Instrument mit einfachem Rohrblatt wurde um 1894–96 von Vencel József Schunda in Budapest erfunden und in bewusster Aufnahme der ungarischen Tradition so genannt.
In den Werkstätten Schunda und Stowasser wurden unterschiedliche Klappensysteme verwendet. Die häufigste Form, das Sopraninstrument in B, ist zirka 74 cm lang. Es existieren auch größere Formen. Stowasser bot sieben verschiedene Größen, bis hinab zum Kontrabass in Es an.
Seit den 1920er Jahren ist das Instrument unter dem Namen taragot oder torogoata auch in Rumänien verbreitet.

## Bauform
Das tárogató sieht der Klarinette ähnlich, ist aufgrund seiner konischen Bohrung aber enger mit dem geraden Sopransaxophon verwandt. Die vier Teile des tárogató sind:
1. Mundstück: Beinhaltet das einfache Rohrblatt, das mit einer Blattschraube befestigt wird
2. Oberstück: Hier werden die Klappen mit der linken Hand gespielt
3. Unterstück: Hier werden die Klappen mit der rechten Hand gespielt
4. Klangbecher: Ist mit Tonlöchern bestückt, die Anzahl variiert von Fabrikat zu Fabrikat (zum Beispiel bei Schunda 3, Stowasser 12)

Moderne Hersteller bieten neben der Bauform mit klassischen Griffweise auch Böhmversionen an, zum Teil sogar mit gedeckten Tonlöchern, was der Musikerin bzw. dem Musiker den Wechsel zum Saxophon erleichtert.

## Fabrikate
Die Firmen Schunda oder Stowasser, die im Bau des Instruments führend gewesen waren, wurden nach dem Zweiten Weltkrieg geschlossen. Längere Zeit wurde das tárogató nur von der Firma Hammerschmidt & Söhne gebaut. Inzwischen gibt es jedoch wieder Instrumentenbauer, vor allem in Ungarn und Rumänien aber auch in Frankreich, Belgien und Kanada, die Tárogatós bauen.